# Montzen-Gare
Montzen-Gare is een gehucht bij Montzen, een deelgemeente van de Belgische gemeente Plombières in de provincie Luik.
Montzen-Gare is het gedeelte van Montzen dat ten noorden van de spoorlijn 24 (Tongeren - Aken) ligt. Het dankt zijn naam aan het station Montzen, dat in 1917 opende en sinds 1957 voor personenvervoer gesloten is. De plaats is tussen 1914 en 1918 ontstaan als arbeiderswijk rond dit station om het personeel dat op het rangeerterrein ging werken te huisvesten.
De plaats ligt op een hoogte van circa 210 meter boven TAW op het "plateau van Vosheydt", een hoogte in het Land van Herve tussen de valleien van de Geul in het oosten en de Gulp in het westen. Het merendeel van de huizen van Montzen-Gare bevindt zich als bij een lintdorp aan de doorgaande weg van Montzen naar Plombières. Door de toenemende lintbebouwing is de bebouwde kom inmiddels vastgegroeid aan die van Plombières.

## Voorzieningen
De plaats kent enkele eigen voorzieningen, waaronder een basisschool en een rooms-katholieke kapel, de "Sint-Rochuskapel". De eerste steen van de huidige kapel werd gelegd in 1958. Voor alle andere voorzieningen is het gehucht aangewezen op de omliggende kerkdorpen.

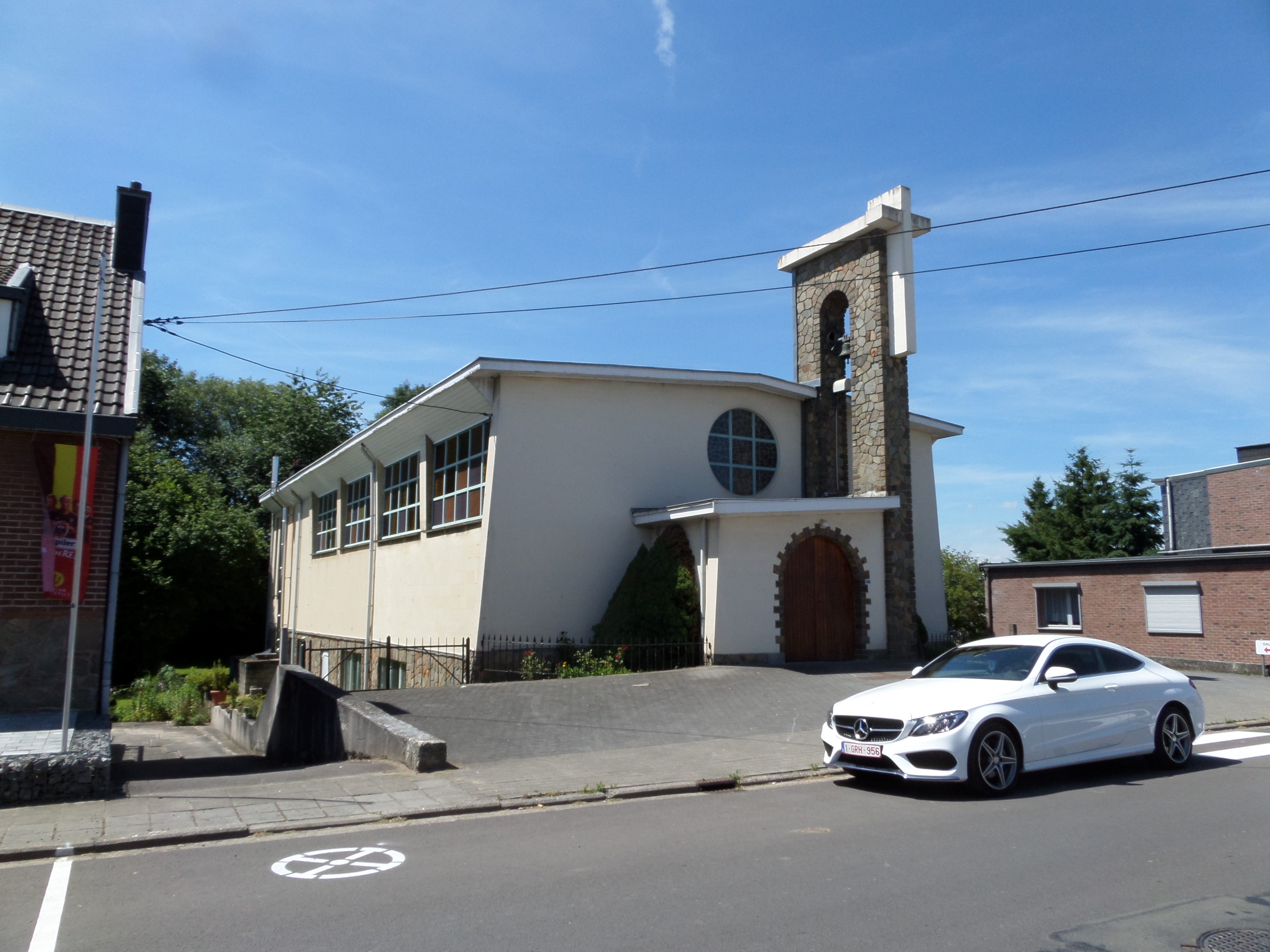
De Sint-Rochuskapel

## Natuur en landschap
Montzen-Gare ligt in het Land van Herve op een hoogte van ongeveer 210 meter. Ten zuiden van het dorp ligt een uitgestrekt rangeerterrein.

## Nabijgelegen kernen
Eiksken, Plombières, Montzen